# Octobre 1943
Les événements concernant la Seconde Guerre mondiale sont détaillés dans l'article Octobre 1943 (Seconde Guerre mondiale).

## Événements
- 1er octobre : 
  - Lord Wavell est nommé vice-roi des Indes. Il rétablit l’ordre et crée des conditions favorables au transfert éventuel du pouvoir.
  - Entrée dans Naples de la Ve armée américaine. Les Allemands ont incendié la ville avant de l’évacuer.
  - Franco revient à la stricte neutralité.

- 2 octobre : fin de la coprésidence du CFLN. De Gaulle l’emporte sur Giraud et devient le seul président du CFLN.

- 4 octobre : Bastia est libérée.

- 5 octobre : fin de la libération de la Corse.

- 7 octobre : 
  - victoire tactique japonaise à la bataille navale de Vella Lavella ;
  - offensive d’automne des Soviétiques sur le Dniepr.

- 9 octobre : Albert Lebrun, libéré par la Gestapo du château d'Itter, rentre en France

- 11 octobre : les partisans de Tito atteignent les faubourgs de Zagreb et sont à 40 km de Belgrade. Des missions militaires britanniques et américaines font la jonction avec l’armée de libération à la fin de l’année.

- 13 octobre : le gouvernement italien de Badoglio déclare la guerre à l’Allemagne.

- 14 octobre : révolte des prisonniers du camp de concentration de Sobibor.

- 17 - 19 octobre, Italie : Premier heurts entre les forces allemandes et des groupes de partisans dans la province de Lecco en Lombardie.

- 18 octobre : troisième conférence de Moscou entre les Alliés (fin le 11 novembre).

- 19 octobre : fin de l'Aktion Reinhardt (extermination des Juifs en Pologne).

- 21 octobre : 
  - libération de Raymond Aubrac et d'autres résistants, lors d'un coup de force de la Résistance, près de la prison Montluc ;
  - formation du Gouvernement provisoire de l'Inde libre à Singapour. 
    - Un des chefs révolutionnaires, Subhash Chandra Bose, évadé le 19 janvier 1941, lève l'armée nationale indienne composée de prisonniers de guerre (Indian National Army, INA, 1942), et sous l’égide du Japon, forme le Gouvernement provisoire de l'Inde libre (Arzi Hukumat-e-Azad Hind).

- 26 octobre : premier vol du chasseur allemand Dornier Do 335 Pfeil.

- 30 octobre : dans le but d'évaluer l'intérêt de l'hélicoptère, l'US Navy teste le Sikorsky R-4.

## Naissances
- 1er octobre : Angèle Arsenault, auteure-compositrice-interprète et animatrice († 25 février 2014).
- 8 octobre : Robert Lawrence Stine, écrivain américain.
- 13 octobre : Siegfried Kirschen, arbitre de football est-allemand et puis allemande († 19 avril 2024).
- 15 octobre : Stanley Fischer, économiste israélo-américain († 31 mai 2025).
- 21 octobre : 
  - Tariq Ali, écrivain britannique.
  - Paula Kelly, actrice américaine († 9 février 2020).
- 21 octobre : Michel de Warzée, acteur et metteur en scène belge.
- 22 octobre : Catherine Deneuve, actrice française.
- 27 octobre : Jean Schultheis, chanteur français.

## Décès
- 1er octobre : Paul Manauthon, résistant français (° 22 septembre 1913).
- 3 octobre : Raoul Heinrich Francé, botaniste, microbiologiste et philosophe de la nature austro-hongrois (° 20 mai 1874).
- 9 octobre : Jean-Baptiste-Arthur Allaire, prêtre et historien.
- 11 octobre : Ettore Ovazza, 51 ans, banquier et homme d'affaires italien d'origine juive, ayant pris parti pour le fascisme. (° 21 mars 1892).
- 18 octobre : Albert Charles Saunders, premier ministre de l'Île-du-Prince-Édouard.
- 19 octobre : Camille Claudel, sculpteur français.
- 27 octobre : Pierre Tresso (Pietro Tresso, dit Blasco), homme politique italien, militant communiste, trotskiste. (° 30 janvier 1893).
- 29 octobre : Théodore, Jean Gerhards dit Théo, résistant français alsacien (°1er février 1900).